# Comedia cinematográfica

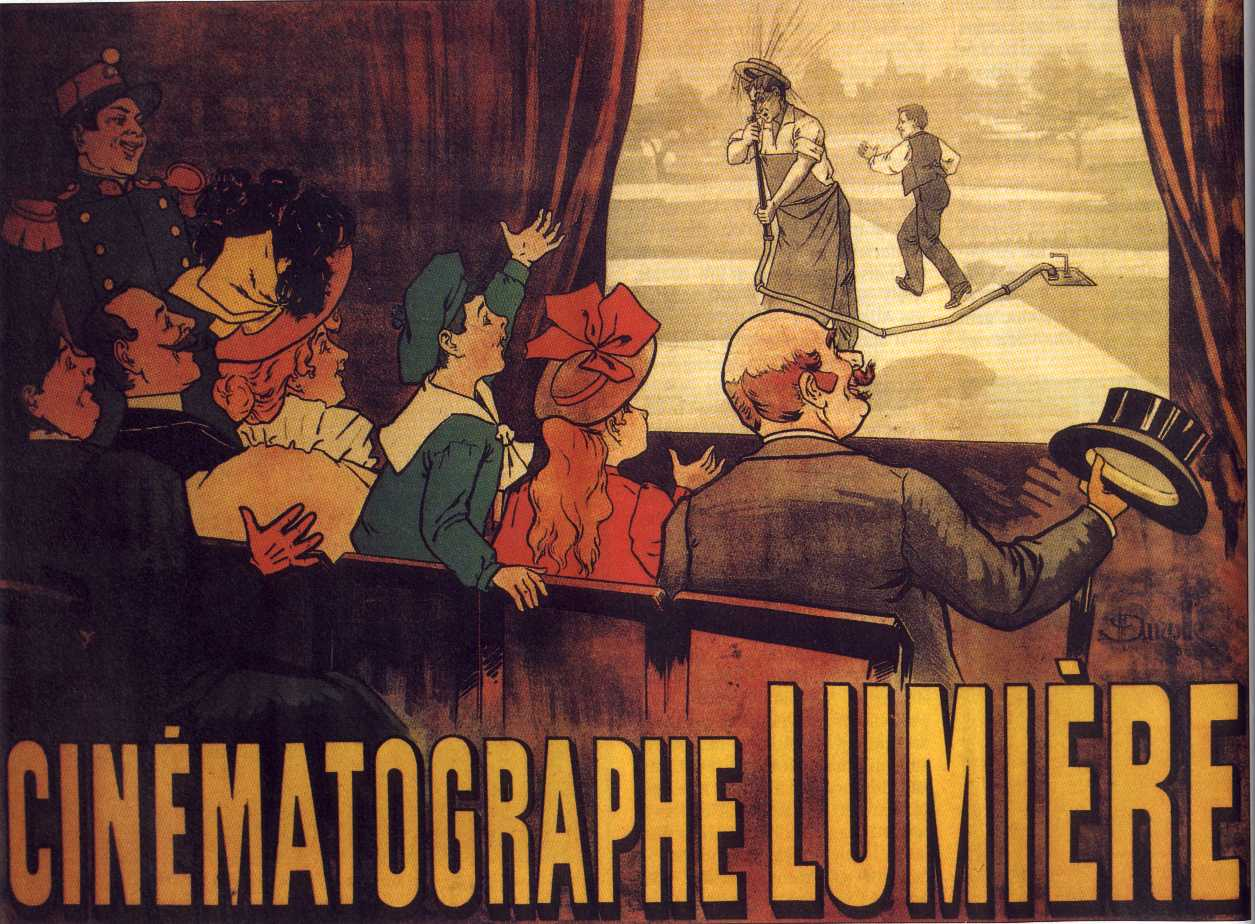
El cartel de L'arroseur arrosé, considerada como la primera película de comedia.

Una comedia cinematográfica es una película con situaciones de humor que intenta provocar la risa de la audiencia. Es uno de los más prolíficos y populares géneros cinematográficos.
La comedia, en comparación con otros géneros cinematográficos, se centra más en los actores estrella individuales, y muchos ex comediantes hicieron la transición a la industria cinematográfica debido a su popularidad.

## El cine cómico hasta 1927 (cine mudo)

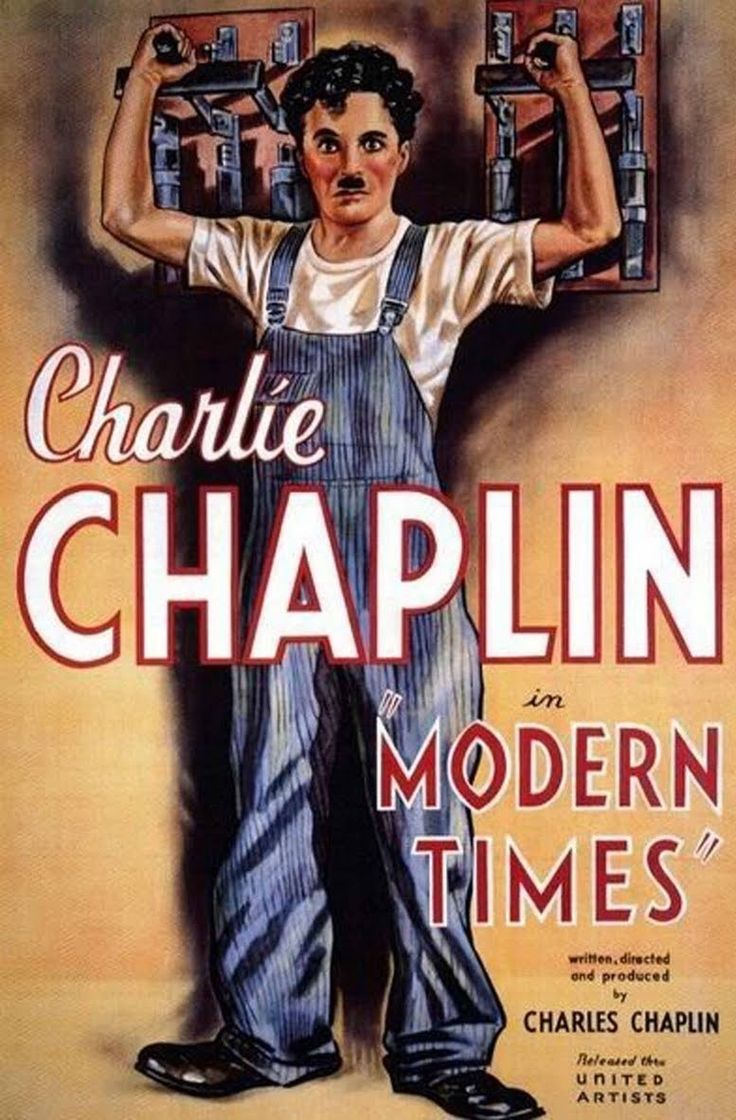
Cartel de la película de comedia Tiempos modernos (1936) de Charlie Chaplin.

El cine cómico es uno de los primeros géneros que se desarrolló en este nuevo medio desde el mismo momento de su nacimiento. La primera película cómica se corresponde con "El regador regado", de los Hermanos Lumière, presentada en París el 28 de diciembre de 1895.[cita requerida]
El cine cómico se caracteriza, hasta la aparición del sonoro, por la inclusión de gags, chistes o bromas de carácter fundamentalmente visual. Entre los últimos años del siglo XIX y los primeros del siglo XX, tenía una base cómica en el burlesque y el humor slapstick. El regador regado (1896), película francesa de los hermanos Lumière, se considera la primera comedia de la historia del cine. Desde un comienzo, se crearon películas en las que se mostraban imágenes que alegraban o hacían reír al espectador, aunque fuesen sin acompañamiento del sonido. En estas comedias, casi en su totalidad estadounidenses, se utilizaban las persecuciones, los golpes, las caídas, las sorpresas de los personajes, para conseguir la hilaridad del público. Era un cine lleno de golpes de tartas, choques de automóviles y cientos de situaciones más o menos insólitas. Mención merecen las innumerables cintas con locas y rapidísimas persecuciones policiales. Se observa así que se crean los prototipos de lo que luego sería todo el cine de comedia.[cita requerida]
Entre los nombres importantes del cine cómico mudo destacan Charles Chaplin, Mack Sennett, Roscoe Fatty Arbuckle, Buster Keaton, Max Linder, Harry Langdon o Harold Lloyd. Filmes de esta época son: Police (1916), El maquinista de La General (1926), El hombre cañón (1926) y El tenorio tímido (1924).[cita requerida]

## La llegada del sonido
Al incorporarse el sonido a las películas (1927), cambió la técnica y la expresión. Los costos de la realización de las películas se elevaron. Se esperaba entonces que se incluyesen también frases, chistes o juegos de palabras ingeniosas, ruidos sorprendentes y músicas que subrayasen los momentos más divertidos en las comedias cinematográficas. De esta manera, al ganar un nuevo modo de expresión, el lenguaje hablado, se perdió una de las características fundacionales del cine, su lenguaje internacional, basado únicamente en las imágenes.[cita requerida]
La llegada del sonido supuso un trauma y el fin de su carrera para muchas de las estrellas del cine mudo. Algunos, como Charles Chaplin o Laurel y Hardy, sobrevivieron y continuaron triunfando, adaptando sus gags al cine sonoro.[cita requerida]
En algunos casos, esta conjunción de las películas y el sonido dio como resultado la aparición de un nuevo género: el cine musical, que en la mayor parte de los casos tenía un carácter de comedia, sobre todo en los Estados Unidos. Son subrayables, en estos momentos, los ya mencionados Laurel y Hardy, más conocidos en España e Hispanoamérica como El Gordo y el Flaco.[cita requerida]

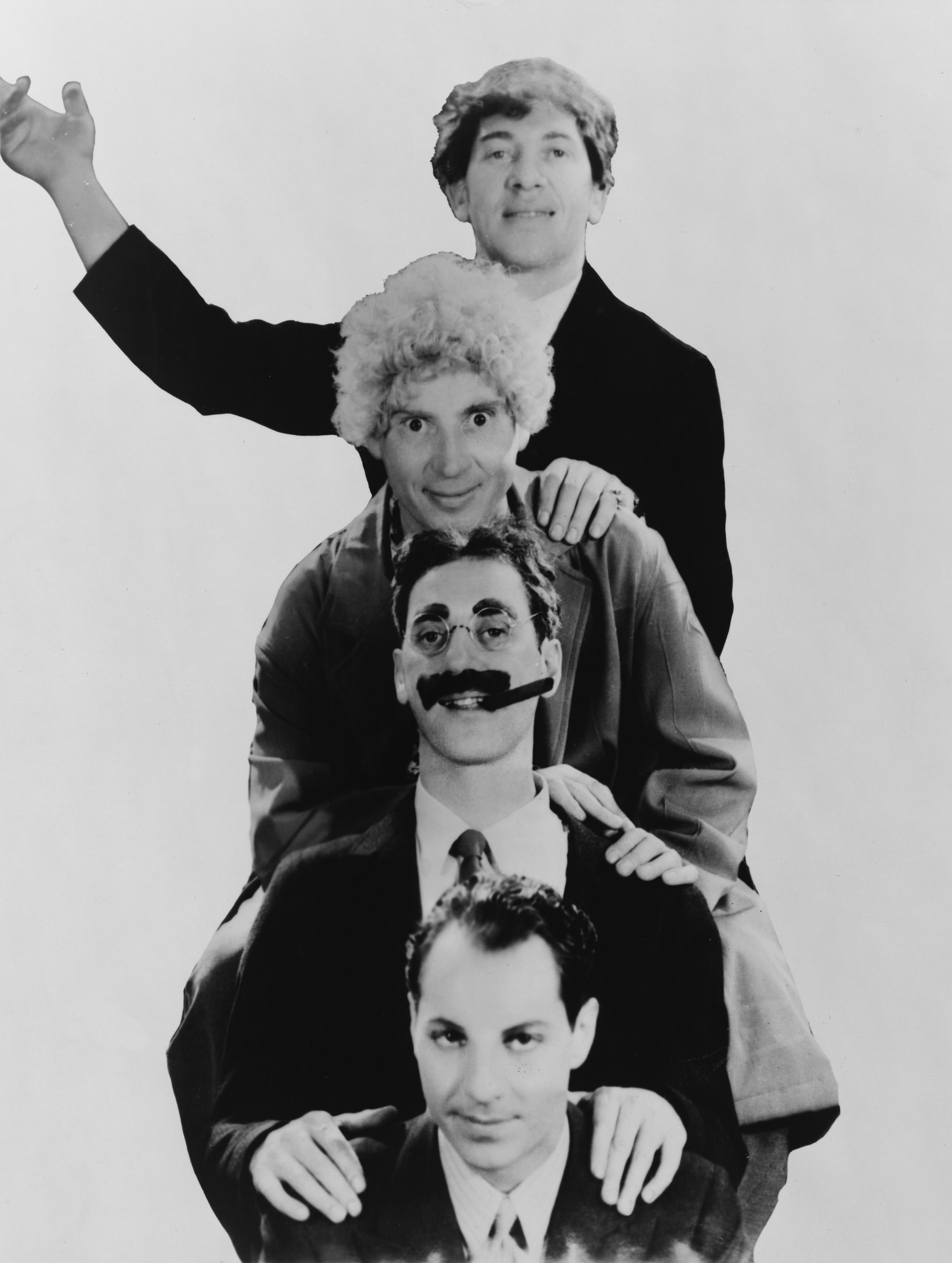
Los Hermanos Marx

## La comedia dialogada en los Estados Unidos (1927-1950)
Además del cine musical, con la aparición del sonido se crea un nuevo tipo de comedia: la comedia dialogada. De esta manera, los diálogos pasan a tener una importancia preponderante en la acción y se crea un nuevo tipo de guionista: el especialista en diálogos o dialoguista.[cita requerida]

### La comedia screwball o comedia alocada
Una de las primeras formas de adaptación del cine cómico a la época del sonoro es la aparición de la comedia screwball o comedia alocada, basada en el chiste sonoro, los diálogos sorprendentes y los juegos de palabras.[cita requerida]
Es ahí donde aparecen los Hermanos Marx, que unen los modos característicos del cine cómico de la era muda, con los nuevos descubrimientos de la comedia sonora. Películas como Sopa de ganso (1933) incorporan el absurdo a la comedia, mostrando las huellas del surrealismo y dadaísmo ya conocidos en la época. Otros actores fueron Bob Hope, Jimmy Durante, Abbott y Costello, Jerry Lewis y Dean Martin, o Lucille Ball quien fuera una de las coristas de Los tres chiflados y que no tardará en triunfar en la televisión con una sit-com titulada "I love Lucy". En estas primeras comedias también aparecen, a veces, bellas mujeres como Marilyn Monroe o Jane Russell, que dan el contrapunto a los personajes cómicos.

### La alta comedia
La alta comedia se basa en la creación de argumentos sofisticados para el gusto del público de la época. No hay que olvidar que a partir de 1929 la economía estadounidense entra en una profunda recesión que no terminará hasta el fin de la Segunda Guerra Mundial. Las altas tasas de paro y la necesidad de evadirse de situaciones reales poco agradables lleva a las grandes masas de público a las salas de cine, donde les gusta ver como viven las clases altas y qué cosas les pasan.[cita requerida]
En este contexto, comienzan a adaptarse obras de teatro de Broadway y se crean argumentos nuevos, desarrollados para el cine por los nuevos guionistas, que hacen énfasis en los diálogos y en la elaboración de complejos gags sonoros.[cita requerida]
Una de las primeras películas de este tipo es Il Happened One Night (Sucedió una noche, 1934), de Frank Capra.[cita requerida]
Otra de las más destacadas fue Brigning Up Baby (La fiera de mi niña, 1938), de Howard Hawks, con guion de Dudley Nichols y Hagar Wilde. [cita requerida]
Otros directores destacados de este género fueron Leo McCarey, Preston Sturges y Ernst Lubitsch.[cita requerida]

## Evolución de la comedia dialogada en EE. UU. (de 1950 a nuestros días)
Toda esa alta comedia tuvo su época de máxima expansión entre 1934 y 1940 y entró en decadencia a partir del año 1953, cuando el senador Joseph Mc Carthy es nombrado presidente de la Subcomisión Permanente de Investigaciones del Senado, y comienza su lucha en busca de comunistas y activistas antiamericanos en el mundo del cine.
Muchos directores, actores y guionistas que venían trabajando en las grandes productoras de Hollywood se ven obligados a dejar sus empleos y son sustituidos por personas de mucho menor calibre. Esto provoca una decadencia evidente en los temas y en el tratamiento narrativo de las películas a partir de esa fecha. 
En este ambiente es donde proliferan las comedias de tipo conservador y de argumento almibarado, en las que se mueve como pez en el agua la pareja de actores formada por Doris Day y Rock Hudson. Pijama para dos (Lover Come Back), de 1961, dirigida por Delbert Mann, es un buen ejemplo de este tipo de cine.
Otra pareja célebre en este tipo de películas es la formada por Jerry Lewis y Dean Martin. Después de numerosas colaboraciones Jerry Lewis acabará dirigiendo sus propias películas, entre las que destacan El botones (The Bellboy), de 1960, y El profesor chiflado (The Nutty Professor), de 1963. En ellas se recupera en cierta medida el slapstick de la época del cine mudo, en la que los gags visuales tienen un mayor peso que los diálogos.
A esta época y como excepción a la baja calidad de las películas antes citadas cabe destacar a directores de la vieja escuela, como Vincent Minnelli, con El padre de la novia (The Father of the Bride), de 1950), a Howard Hawks, con Su juego favorito (Man’s Favourite Sport?), de 1963, a Billy Wilder, con su película Con faldas y a lo loco (Some Like It Hot), de 1959, o a Blake Edwards, que comienza en 1963 su exitosa serie de La pantera rosa (The pink panther).y continúa hasta los años ochenta con películas tan destacadas como Victor Victoria.

### La renovación de la comedia
Es precisamente en ese contexto donde surge la figura de Woody Allen. Aparece como guionista y actor en la película ¿Qué tal, Pussycat? de Clive Donner, del año 1965 y ya no parará hasta nuestros días. Su primera película como director es Toma el dinero y corre, del año 1969, donde también interpreta al personaje protagonista. A partir de ahí habrá una larga lista de películas en las que siempre aparece como actor, interpretando diversos papeles, fruto de su enorme imaginación.
En la filmografía de Woody Allen se pueden apreciar tres etapas claramente diferenciadas. La primera abarca desde el año 1965 hasta el año 1975 y en ella se observa un carácter claramente cómico, paródico, donde los diálogos y los monólogos del personaje principal guían casi toda la película. Sus películas más representativas son Toma el dinero y corre, del año 1969 o Bananas, de 1971. La segunda etapa, de carácter más intelectual, abarca desde el año 1977, en el que se estrena la película Annie Hall, hasta el año 1992, en el que se produce la ruptura con su pareja de entonces, Mia Farrow. La tercera etapa comienza en 1993, cuando se estrena Misterioso asesinato en Manhattan, y en ella parece retomar las esencias del cine de su primera etapa, pero con una dosis mayor de escepticismo y una elaboración más sofisticada de los guiones. Sus películas más representativas son Match Point, de 2005, Medianoche en París, del año 2011, o Cafe society, del año 2016. En esta etapa comienza a no participar como actor principal en sus películas y suele ceder el protagonismo a actores relevantes o que tienen un cierto parecido con él.

## La comedia inglesa y la influencia del cine estadounidense
Sombras de este cine de costumbres podemos descubrirlas también en las cintas inglesas de principios de siglo. A pesar de la hegemonía del cine estadounidense, en la misma lengua y con un poder de realización netamente superior, surgía en Inglaterra, en los años veinte, un famoso realizador que luego sería mundialmente conocido: Alfred Hitchcock. Obviamente, como también sucede en los demás países, los mismos directores que realizan comedias hacen filmes de otros géneros, y esto contribuye a la mezcla y a las pinceladas de un género cinematográfico en otro. Pronto, la inicial frontera entre unas películas y otras se desdibuja significativamente. Hay que señalar en este país, dentro de la línea de comedia costumbrista, la cinta Whisky a Go Go (1949), de Alexander Mackendrick, que se rueda en lo que luego serían los Estudios Ealing, cuna de la comedia inglesa. 
Otra película muy destacada de esta época es Pasaporte para Pímlico (Passport to Pimlico) de Henry Cornelius, que se estrena en 1950. Es necesario destacar también las figuras de los actores Charles Laughton, Peter Sellers o Alec Guinness que están íntimamente ligadas a la brillantez de la comedia inglesa. Este periodo terminará con El quinteto de la muerte (1955), del mismo Mackendrick, donde aparece el posteriormente famoso actor Peter Sellers.

## El cine cómico y la comedia en Francia
Como ya citamos, con la creación del cine, prácticamente se crea el cine de comedia francés. Con un paso obligado por el cine mudo (George Méliès, Max Linder), y, siguiendo las pautas que marcará el cine estadounidense sonoro, encontramos en Francia películas como las de Jacques Becker, René Clair y Jean Renoir con su destacada La regla del juego (1939). Es importante señalar que el cine francés, casi desde su origen, buscó, influido por la Comedia Francesa, un toque artístico en muchas de sus producciones. Así, además del puro cine cómico (de clara influencia norteamericana) y el cine costumbrista (predominante en Italia), en Francia hallamos un cine de comedia, fuertemente marcado por su teatro nacional, que busca un poso de arte en muchas de las cintas y que marcará para siempre el cine francés de cualquier género. Desde el Viaje a la Luna (1902) de Méliès, con sus tramoyas y efectos visuales, influidos por la magia como espectáculo hasta Juana de Arco (1999), de Luc Besson vemos un intento de crear unas imágenes más preocupadas por la forma visual y la innovación artística en el cine, siempre con una sonrisa cómplice del espectador.
Hay también que destacar el cómico Louis de Funès, que en su larguísima trayectoria cinematográfica, consiguió éxitos destacando la saga Le Gendarme.
También hay que destacar toda la filmografía de Jacques Tati, Fernandel y en su máximo exponente Pierre Richard.

## La comedia en España
Tras la sonorización del cine las películas cómicas en España corresponden a las producidas dentro del género musical de la zarzuela y la copla española, con directores como Benito Perojo o Florián Rey como directores destacados, y con temas recurrentes como el costumbrismo y la representación de las clases populares de las distintas regiones. Posteriormente, la influencia de la cercana comedia italiana, y el neorrealismo se observa en películas en las que la carestía agudizó el ingenio, como El pisito (1959) y El cochecito (1960). Los años 50 fueron la época dorada de la comedia española con títulos como El último caballo (1950), Esa pareja feliz (1951) con Fernando Fernán Gómez, Manolo guardia urbano (1956), Ha llegado un ángel (1961) con Marisol. Uno de los renovadores de la comedia en la durante la dictadura de Francisco Franco fue Luis García Berlanga  cuyas películas Bienvenido Mr. Marshall, (1953), Plácido (1961), la comedia negra El verdugo (1963) y más tarde la trilogía de La Escopeta Nacional (1978) y La Vaquilla (1985), películas con guiones junto a Rafael Azcona, que fueron un hito en la comedia social y crítica española. En ellas la comicidad procede de situaciones absurdas, humor mordaz y enfoques ridículos o extravagantes. Señalar también las populares comedias de humor blanco, con grandes actores protagonistas y secundarios, y en general sin grandes pretensiones artísticas, como La gran familia (1962), La ciudad no es para mi (1966), El turismo es un gran invento (1968) y Vente a Alemania, Pepe (1971), con Alfredo Landa.
De la época de la Transición señalar la vulgarización del humor y el éxito de taquilla de la hedonista Los bingueros (1979) de Mariano Ozores. Señalar la ganadora del Oso de Oro de Berlín Las Truchas (1978) de José Luis García Sánchez. En los años 80 la Ley Miró supuso el fin de las denominadas españoladas y el descenso de la afluencia de espectadores a las salas de cine. Destacar las aportaciones de la saga rural surrealista de José Luis Cuerda de Amanece, que no es poco (1988), las comedias de Pedro Almodóvar como¿Qué he hecho yo para merecer esto? (1984) y Mujeres al borde de un ataque de nervios (1988). En 1998 la comedia romántica Belle Époque de Fernando Trueba ganó el Óscar a la mejor película extranjera. De finales del siglo XX hasta la actualidad, las películas cómicas españolas ha que más éxito comercial han tenido han sido las sagas de Torrente, de Santiago Segura, que marcó un hito en la industria cinematográfica española y Ocho apellidos vascos.

## La comedia dialogada en México
El género del vodeville cruzó las fronteras y se instaló en el cine en México en el año 1936 destacándose varios cómicos de origen circenses entre ellos Mario Moreno conocido mundialmente como Cantinflas, Viruta y Capulina y los hermanos Valdés (Ramón, Manuel y Germán, conocido como «Tintan»). Asimismo, también destaca Chespirito y sus comedias.

## La comedia en Argentina
El género del grotesco se inició en Argentina a fines del siglo XIX con el circo criollo de los Hermanos Podestá donde interpretaban todo tipo de obras como los clásicos de la literatura gauchesca, el más popular de los cuales fue Juan Moreira. Entre ellos se destacó el payaso José Podestá conocido como Pepino el '88. Dentro de esa misma compañía se encontraba Olinda Bozán, quien ingresó en el cine mudo en el año 1910 y filmó cuatro películas de tono gauchesco, y fue acompañada por Florencio Parravicini. Este, en el año 1926 formó parte de la primera compañía artística del teatro de revistas proveniente de Francia, donde fue secundado por Pepe Arias. Ellos fueron acompañados por un grupo de coristas denominadas bataclanas, en donde se destacaron las vedettes Gloria Guzmán y Tita Merello, e inauguraron el cine cómico sonoro en el año 1933. Luego se le sumaron otras grandes figuras también provenientes del circo, como Luis Sandrini, Enrique Serrano y Francisco Álvarez; y de la radio, como Niní Marshall, quien debutara con el personaje de «Cándida», acompañada por la primera pareja cómica formada por Dick y Biondi, dos payasos que eran la atracción de los cabarés de Francia, donde acompañaban a la vedette Joséphine Baker.
El género de lo grotesco alcanzó su etapa de mayor producción durante el transcurso de la década del 1930 al 1950 cuando surgieron otras parejas y grupos cómicos provenientes del teatro de revistas como Tomás Simari y Marcos Caplán, Dringue Farías y Castrito, Alfredo Barbieri y Don Pelele, y de la radio, como Buono y Striano, los hermanos Ratti y Los Cinco Grandes del Buen Humor.
En el año 1955 este género agregó otro condimento que proviene del vodevil americano, convirtiéndolo en picaresco con la inclusión de la figura femenina como elemento decorativo; ellas eran Blanquita Amaro y Amelita Vargas. En esta etapa se destacaron Pedro Quartucci, Juan Carlos Thorry, Dringue Farias, Adolfo Stray, José Marrone, Juan Verdaguer y Fidel Pintos, quienes tuvieron su mayor auge durante las décadas del `60 y `80, cuando incorporaron como atracción a la Miss Argentina Isabel Sarli y la dupla formada por Alberto Olmedo y Jorge Porcel.
Uno de los géneros más exitosos del período de la última dictadura cívico-militar fue la llamada comedia picaresca, cuyo mayor exponente fue la serie de películas protagonizadas por el dúo cómico de Alberto Olmedo y Jorge Porcel para la productora Aries Cinematográfica Argentina. Se caracterizaban por su «contenido sexual ligero, el abordaje de temas prohibidos como la infidelidad y la disociación entre sexo y amor, el uso de doble sentido y la presencia de mujeres-objeto con escasa ropa». La comedia picaresca fue el «género que más eludió la censura durante la dictadura». Esto se debió a que, a pesar de su contenido subido de tono, las películas no incluían desnudos ni contenido sexual explícito, por lo que eran toleradas por el ECC. Además, las comedias picarescas eran «esencialmente conservadoras ya que la mayoría exaltaba el matrimonio, los roles tradicionales de género y el decoro, y las tramas solían castigar a los personajes sexualmente liberados». Aries se convirtió en la productora de mayor actividad durante los años de la última dictadura, y más de la mitad de sus títulos publicados en el período fueron las comedias picarescas protagonizadas por el dúo de Olmedo y Porcel.
En esa época surgió el género de la sátira, que utilizaba la ironía para ridiculizar las costumbres de la sociedad porteña a través de la figura del tragicómico. Los más destacados fueron Luis Sandrini, en la película La cigarra no es un bicho y ya en la década de los ochenta Antonio Gasalla, China Zorrilla y Julio De Grazia, en la película Esperando la carroza - un clásico del género grotesco criollo rioplatense- Pepe Soriano y Juan Carlos Altavista con La nona, Alberto Olmedo con El manosanta y Gianni Lunadei con La clínica del Doctor Cureta.